# May Louise Flodin
May Louise Flodin (Estocolmo, 5 de setembro de 1934 — Estocolmo, 4 de fevereiro de 2011) foi uma modelo sueca que venceu o concurso de Miss Mundo 1952. 
Numa vitória consecutiva da Suécia, ela foi a segunda de seu país a ganhar o concurso, tendo sido antecedida, em 1951, por Kerstin "Kiki" Håkansson.

## Biografia
May cresceu em Gotemburgo e venceu o Miss Mundo aos 22 anos de idade. Após o reinado, trabalhou como modelo, inclusive em Paris.

## Participação no Miss Mundo
May foi coroada no Lyceum Theatre, em Londres, em 14 de novembro de 1952, e segundo o Minnenas Journal em 12 de janeiro de 2016, "foram principalmente suas curvas que chamaram a atenção do público e garantiram sua vitória".
Ela derrotou outras 10 concorrentes para levar a coroa. 

## Vida após o Miss Mundo
Flodin trabalhou como modelo e comentarista em desfiles de moda. Em 1955, por exemplo, apareceu na capa o jornal filipino The Sunday Times Magazine com um vestido Dior.
Ainda nos anos 50 casou-se com o esquiador libanês Simon Khoury, na Flórida, e em 2013 o India Times escreveu que ela chegou a fazer shows com o marido. O jornal também reportou que ela teve quatro filhos e seis netos e que chegou a administrar uma redes de hotéis na Jordânia.
Morreu de câncer em 4 de fevereiro de 2011.